# Dichistius
Dichistius är ett släkte av fiskar. Dichistius ingår i familjen Dichistiidae.
Arterna förekommer i havet kring södra Afrika och Madagaskar. De besöker även bräckt vatten. Det vetenskapliga namnet är bildat av det grekiska ordet dichao (delad i två delar).
Dichistius är enda släktet i familjen Dichistiidae.
Arter enligt Catalogue of Life:
- Dichistius capensis
- Dichistius multifasciatus